# 鹰击六号
鹰击六号空舰导弹（英文：YJ-6；北约代号：CH-AS-1 Kraken），是中華人民共和國在1970年代至1980年代研製的飞航式空对艦导弹。出口型编号C-601。

## 历史
1965年中国人民解放军空军提出研制射程不小于150千米、全重低于3吨的空对面导弹。1966年，第七机械工业部第三研究院制定了“风雷”一号空舰导弹的总体方案，代号371工程。1967年5月，国防工办和国防科委批准了以海鹰二号为原型的设计方案。1969年此项目下马。
在海鹰二号导弹研制成后，1975年9月恢复空舰导弹的研制，以海鹰二号为基础改型为空舰导弹，1977年4月，确定了空舰导弹武器系统方案，空舰导弹正式命名为鹰击6号，载机定名为轰–6丁，翼下挂载导弹两枚。1981年完成载机带弹海上试飞。1982年6月19日，首次低空发射命中靶标。1983年7月，鹰击-6弹上加装惯导，提高了火控精度和可靠性。 1984年定型试验4发4中。随后投入批生产。1986年设计定型。1987年正式列装中国海军。

## 设计
“鹰击六号”沿用了海鹰二号反舰导弹的气动外形。采用单脉冲体制末制导雷达、集成电路数字化指令机构、773型多普勒雷达用于测地速，无线电高度表用于控制导弹超低空飞行。配套轰-6丁轰炸机机载火控系统包括ZJ-6型射击指挥仪、245型对海搜索雷达、航向基准陀螺导航系统等。

### 衍生型号
- 鹰击-61，增程改型。改进了电子设备，换用新型燃料，射程增至200千米。
- 鹰击-63，空地导弹。换装小型涡轮喷气发动机，X形尾舵。采用的电视制导。

- 鹰击-62，通用型反舰导弹。其基本结构产生了很大的改变，其设计已完全脱离了鹰击-6号的范畴。装用小型涡轮喷气发动机，频率捷变技术的单脉冲主动雷达末制导导引头。

## 出口

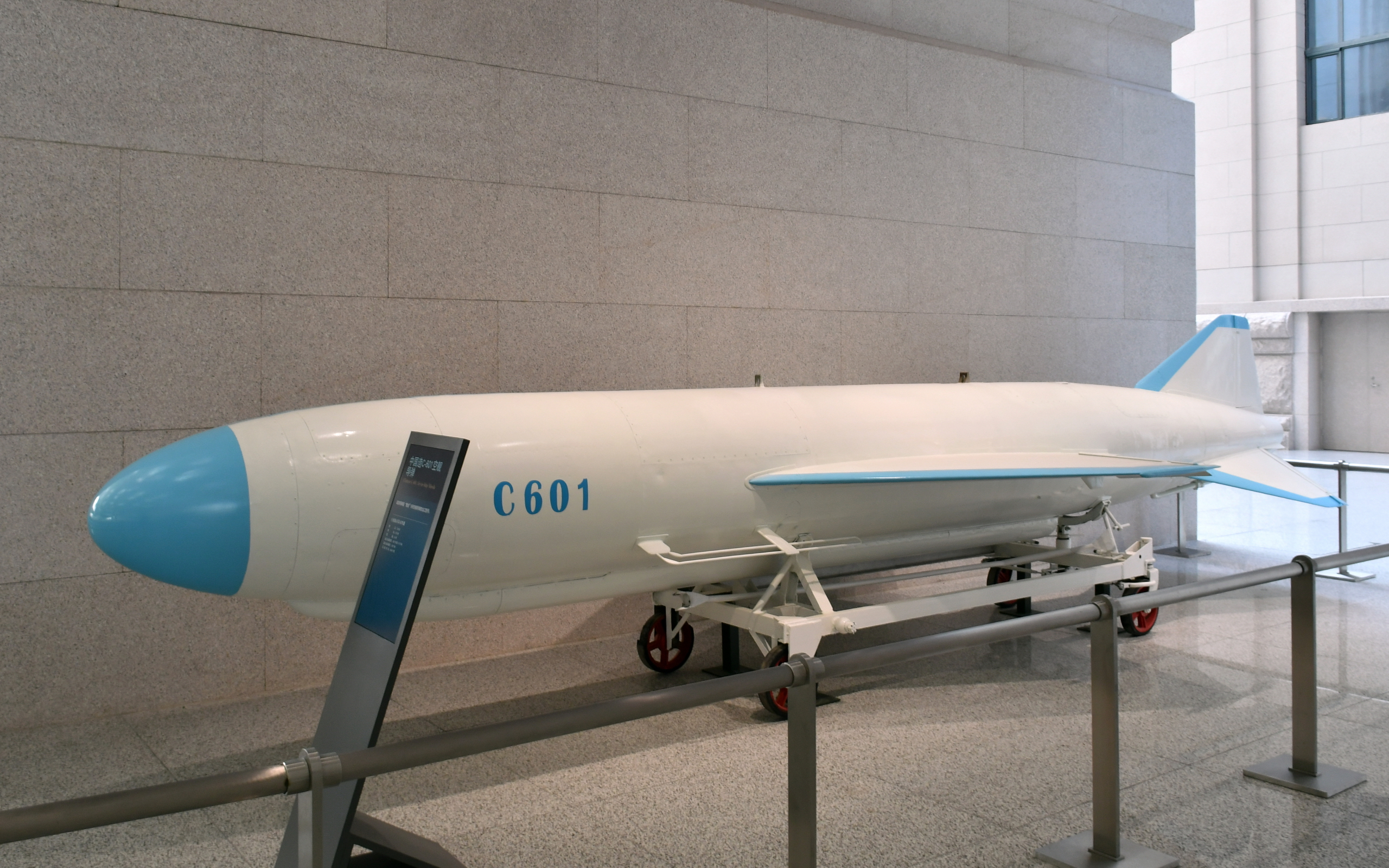
“鹰击”6号空舰导弹的出口型号C-601 空舰导弹

鹰击六号对应的外贸出口型号是C601。